# Bimberi Peak
Der Bimberi Peak, auch Mount Bimberi genannt, ist mit 1913 m der höchste Berg im Australian Capital Territory. Die nächstgelegenen Orte sind Adaminaby in etwa 37 km, Talbingo in 45 km und Queanbeyan in 52 km Entfernung. 
Der Berg liegt in der Brindabella Range am nördlichen Ende der Snowy Mountains auf der Grenze zwischen New South Wales im Kosciuszko-Nationalpark und dem Australian Capital Territory im Namadgi-Nationalpark. 
Die befestigte Boboyan Road führt nach 19 km zum Bimberi Peak, die letzten 2 km sind unbefestigt. Erreichbar ist der Bimberi Peak auch auf Wanderwegen. Das Ersteigen erfordert bergsteigerische Fertigkeiten. Es führt kein markierter Weg zur Bergspitze. 
Die Bergspitze liegt über der Baumgrenze. Dort herrschen starke Winde und im Winter ist der Berg schneebedeckt.